# Al-Daminah
Al-Daminah (tiếng Ả Rập: الدمينة) là một ngôi làng Syria nằm trong Phó huyện Hama của huyện Hama ở Tỉnh Hama. Theo Cục Thống kê Trung ương Syria (CBS), al-Daminah có dân số 752 trong cuộc điều tra dân số năm 2004.